# 塔銮寺 (披集府)
塔銮寺或称拉差迪塔兰寺，是一座位于泰国披集府披集府治县布萨巴路的皇家寺庙。该寺庙坐落在难河西岸，靠近省政府。